# Dimmi che cos'è
Il singolo Dimmi che cos'è del 1987 segna la seconda ed ultima partecipazione delle Orme al festival di Sanremo.
La canzone, composta interamente da Aldo Tagliapietra, narra l'alternarsi tra tristezza e speranza su un motivo assai melodico e mediterraneo, ma sottolineato da un ricco gioco di tastiere nei tipici timbri elettronici degli anni ottanta. Arrangiano Dado Parisini e Stephen Head.
Le Orme si presentarono alla kermesse sanremese con Aldo in veste di solo cantante, tutti e tre con vestiti neri ed eleganti; furono anche costretti a sottoporsi a un taglio di capelli all'ultima moda. Il testo della canzone venne tacciato di pessimismo, al che Aldo intervenne davanti al pubblico sanremese ricordando che complessivamente, considerando il testo del ritornello, la canzone lanciava un messaggio ottimista.
Sebbene il brano si fosse classificato al diciassettesimo posto, il presentatore Pippo Baudo annunciò durante la trasmissione che la giuria di un periodico musicale rock di Bruxelles aveva scelto questa canzone come la più gradita del Festival di Sanremo 1987.
Per il resto, come accaduto nella precedente partecipazione al festival, anche questa volta Tony Pagliuca, seppure molti anni più tardi, lanciò gravi accuse contro gli organizzatori del festival.
Per il retro del 45 giri, il gruppo propose la base musicale del pezzo.
Si tratta del loro unico disco uscito per la Baby Records.

## Formazione
- Tony Pagliuca – tastiere
- Aldo Tagliapietra – voce, basso
- Michi Dei Rossi – batteria